# Brook Lopez
Brook Robert Lopez (North Hollywood, 1º aprile 1988) è un cestista statunitense, professionista nella NBA con i Los Angeles Clippers.
È fratello gemello di Robin Lopez.

## Biografia
Nato a North Hollywood da Deborah Ledford e dal padre attualmente da costei divorziato Heriberto Lopez, uomo di origini cubane. La sua era una famiglia immersa nell'arte e nella pallacanestro, giacché anche suo nonno giocava a pallacanestro all'Università del Colorado, e suo fratello maggiore, Alex, all'Università di Washington. Tornato in California, frequentò la Saint Joaquin Memorial High School, e assieme al gemello Robin, vinse diversi tornei scolastici.
I due gemelli presero parte al Mc Donald's All American del 2006, incontrando in questo evento svariati futuri protagonisti NBA tra cui Greg Oden e Kevin Durant.

## Carriera

### College
Trascorse due anni alla prestigiosissima Stanford University assieme al gemello. Nella sua stagione da freshman ebbe le seguenti medie: 12,6 punti, 6,0 rimbalzi. La stagione successiva queste migliorarono, passò infatti a 19,2 punti, 8,2 rimbalzi, 1,5 assist e 2,1 stoppate a partita. Nel secondo round del torneo NCAA del 2008 segnò il canestro sulla sirena che consentì la vittoria contro Marquette University per 82-81.
Il 31 marzo 2008 entrambi i gemelli si dichiararono eleggibili per il Draft NBA 2008.

### New Jersey Nets
Selezionato dai New Jersey Nets come decima scelta, disputò un ottimo anno da rookie, prendendo il posto da titolare di Josh Boone quando questo stesso si infortunò. Le sue medie di alto livello per una matricola (13,0 punti, 8,1 rimbalzi e 1,9 stoppate in poco più di 30 minuti a partita) lo hanno fatto arrivare terzo all'NBA Rookie of the Year 2008-09, e quinto nella classifica dei migliori stoppatori della stagione, con 154.
La seconda stagione fu catastrofica per i New Jersey Nets, e Lopez fu a detta di molti il migliore della sua squadra nell'annata. Partito sempre da titolare, per 82 delle 82 partite di Regular Season, il suo minutaggio incrementò a 36,9 di media, i punti a 18,8, i rimbalzi a 8,6. Nonostante la franchigia del New Jersey sia decisamente una delle più deboli della intera NBA, punta a risollevarsi, grazie agli investimenti del magnate russo Michail Prochorov, ma puntando tantissimo sul talento del loro giovane centro californiano.

### Brooklyn Nets
Il 3 novembre, dopo il trasferimento della franchigia a Brooklyn, nella gara inaugurale al Barclays Center, mette a segno 27 punti e 5 rimbalzi contro i Toronto Raptors (107-100).
Dopo aver tirato solo 3 triple nelle sue prime otto stagioni, dietro la spinta dell'allenatore Kenny Atkinson dimostrerà di essere uno dei migliori lunghi tiratori da 3 punti dell'NBA, realizzando 246 triple in 2 anni tirando con il 35% da 3 punti.
Il 10 Aprile 2017 diventa il miglior marcatore di sempre dei Brooklyn/New Jersey Nets con 10.444 punti superando Buck Williams che ha detenuto il record per 28 anni.
Brook Lopez detiene il record di sempre per i New Jersey Nets/Brooklyn Nets per : Punti (14.444), Canestri realizzati (4.044), Stoppate (972).

### Los Angeles Lakers
Il 22 giugno 2017 viene scambiato dai Brooklyn Nets assieme alla scelta numero 27 Kyle Kuzma in cambio di Timofey Mozgov e D'Angelo Russell.
Giocherà ai Lakers, nel periodo peggiore della loro storia, fino alla scadenza del suo contratto finendo con un record di squadra di 35-47.

### Milwaukee Bucks
Ai Bucks si dimostra subito alla prima stagione un giocatore fondamentale per coach Mike Budenholzer, che finirà la regular season con il miglior record (60-22) (il 3° migliore della storia della franchigia) e con la miglior difesa della lega.
Ai Playoff dopo aver sconfitto agevolmente 4 a 0 i Detroit Pistons e aver sconfitto i Boston Celtics 4 a 1, perderanno in sei partite nella Finale di Conferenze contro i futuri campioni dei Toronto Raptors guidati da Kawhi Leonard.
L'anno successivo si confermano la squadra con il miglior record della regular season (56-17) e la miglior difesa, ai playoff dopo aver sconfitto gli Orlando Magic in 4 partite vengono sconfitti dai Miami Heat per 4 partite a 1.
L'anno successivo 2020-2021 chiusa al 3º posto a est (46-26) vedra' un risultato diverso ai playoff: dopo aver sconfitto ai playoff i Miami Heat 4 a 0, i Brooklyn Nets in 7 gare in una serie tiratissima, e gli Atlanta Hawks in 6, i Milwaukee Bucks vincono il titolo NBA dopo aver sconfitto per 4 gare a 2 i Phoenix Suns nelle Finals 2021, dopo essere stati sotto nella serie della finale per 2 a 0.
Durante la stagione 2022-2023 a 34 anni, contribuisce in modo fondamentale al miglior record della lega (58-24) per i Bucks, realizzando la più alta media di stoppate a partita della sua carriera in stagione (2.5 a partita), tirando con il .637 da 2 punti e con il .374 da 3 punti, classificandosi secondo nella classifica del NBA Defensive Player of the Year Award con un punteggio di 309, e venendo inserito nel NBA All-Defensive First Team.

## Statistiche
| † | Denota le stagioni in cui ha vinto il titolo |
| * | Primo nella lega                             |

### NCAA
| Anno      | Squadra           | PG | PT | MP   | TC%  | 3P%  | TL%  | RP  | AP  | PRP | SP  | PP   |
| --------- | ----------------- | -- | -- | ---- | ---- | ---- | ---- | --- | --- | --- | --- | ---- |
| 2006-2007 | Stanford Cardinal | 26 | 19 | 25,7 | 49,7 | 20,0 | 68,9 | 6,2 | 0,7 | 0,4 | 1,9 | 13,1 |
| 2007-2008 | Stanford Cardinal | 27 | 26 | 30,7 | 46,8 | 0,0  | 78,9 | 8,2 | 1,4 | 0,6 | 2,1 | 19,3 |
| Carriera  | Carriera          | 53 | 45 | 28,2 | 48,0 | 14,3 | 76,1 | 7,2 | 1,1 | 0,5 | 2,0 | 16,3 |

#### Massimi in carriera
- Massimo di punti: 31 vs Washington (31 gennaio 2008)[5]
- Massimo di rimbalzi: 16 vs Arizona State (19 gennaio 2008)
- Massimo di assist: 5 vs California-Los Angeles (6 marzo 2008)
- Massimo di palle rubate: 3 (2 volte)
- Massimo di stoppate: 12 vs Southern California (25 gennaio 2007)
- Massimo di minuti giocati: 43 vs California-Los Angeles (6 marzo 2008)

### NBA

#### Regular Season
| Anno       | Squadra         | PG    | PT    | MP   | TC%  | 3P%  | TL%  | RP  | AP  | PRP | SP  | PP   |
| ---------- | --------------- | ----- | ----- | ---- | ---- | ---- | ---- | --- | --- | --- | --- | ---- |
| 2008-2009  | N.J. Nets       | 82    | 75    | 30,5 | 53,1 | 0,0  | 79,3 | 8,1 | 1,0 | 0,5 | 1,8 | 13,0 |
| 2009-2010  | N.J. Nets       | 82    | 82    | 36,9 | 49,9 | 0,0  | 81,7 | 8,6 | 2,3 | 0,7 | 1,7 | 18,8 |
| 2010-2011  | N.J. Nets       | 82    | 82    | 35,2 | 49,2 | 0,0  | 78,7 | 6,0 | 1,6 | 0,6 | 1,5 | 20,4 |
| 2011-2012  | N.J. Nets       | 5     | 5     | 27,2 | 49,4 | -    | 62,5 | 3,6 | 1,2 | 0,2 | 0,8 | 19,2 |
| 2012-2013  | Brooklyn Nets   | 74    | 74    | 30,4 | 52,1 | 0,0  | 75,8 | 6,9 | 0,9 | 0,4 | 2,1 | 19,4 |
| 2013-2014  | Brooklyn Nets   | 17    | 17    | 31,4 | 56,3 | 0,0  | 81,7 | 6,0 | 0,9 | 0,5 | 1,8 | 20,7 |
| 2014-2015  | Brooklyn Nets   | 72    | 44    | 29,2 | 51,3 | 10,0 | 81,4 | 7,4 | 0,7 | 0,6 | 1,8 | 17,2 |
| 2015-2016  | Brooklyn Nets   | 73    | 73    | 33,7 | 51,1 | 14,3 | 78,7 | 7,8 | 2,0 | 0,8 | 1,7 | 20,6 |
| 2016-2017  | Brooklyn Nets   | 75    | 75    | 29,6 | 47,4 | 34,6 | 81,0 | 5,4 | 2,3 | 0,5 | 1,7 | 20,5 |
| 2017-2018  | L.A. Lakers     | 74    | 72    | 23,4 | 46,5 | 34,5 | 70,3 | 4,0 | 1,7 | 0,4 | 1,3 | 13,0 |
| 2018-2019  | Milwaukee Bucks | 81    | 81    | 28,7 | 45,2 | 35,2 | 84,2 | 4,9 | 1,2 | 0,6 | 2,2 | 12,5 |
| 2019-2020  | Milwaukee Bucks | 68    | 67    | 26,7 | 43,5 | 31,4 | 83,6 | 4,6 | 1,5 | 0,7 | 2,4 | 12,0 |
| 2020-2021† | Milwaukee Bucks | 70    | 70    | 27,2 | 50,3 | 33,8 | 84,5 | 5,0 | 0,7 | 0,6 | 1,5 | 12,3 |
| 2021-2022  | Milwaukee Bucks | 13    | 11    | 23,0 | 46,6 | 35,8 | 87,0 | 4,1 | 0,5 | 0,6 | 1,2 | 12,4 |
| 2022-2023  | Milwaukee Bucks | 78    | 78    | 30,4 | 53,1 | 37,4 | 78,4 | 6,7 | 1,3 | 0,5 | 2,5 | 15,9 |
| 2023-2024  | Milwaukee Bucks | 79    | 79    | 30,5 | 48,5 | 36,6 | 82,1 | 5,2 | 1,6 | 0,5 | 2,4 | 12,5 |
| 2024-2025  | Milwaukee Bucks | 80    | 80    | 31,8 | 50,9 | 37,3 | 82,6 | 5,0 | 1,8 | 0,6 | 1,9 | 13,0 |
| Carriera   | Carriera        | 1.105 | 1.065 | 30,3 | 49,7 | 35,2 | 79,7 | 6,1 | 1,5 | 0,6 | 1,9 | 15,9 |
| All-Star   | All-Star        | 1     | 0     | 11,0 | 0,0  | 0,0  | 75,0 | 5,0 | 3,0 | 0,0 | 0,0 | 3,0  |

#### Play-off
| Anno     | Squadra         | PG | PT | MP   | TC%  | 3P%  | TL%  | RP  | AP  | PRP | SP   | PP   |
| -------- | --------------- | -- | -- | ---- | ---- | ---- | ---- | --- | --- | --- | ---- | ---- |
| 2013     | Brooklyn Nets   | 7  | 7  | 37,6 | 47,2 | 100  | 88,6 | 7,4 | 1,4 | 0,9 | 3,0* | 22,3 |
| 2015     | Brooklyn Nets   | 6  | 6  | 39,0 | 49,4 | -    | 82,5 | 9,0 | 0,8 | 0,7 | 2,2  | 19,8 |
| 2019     | Milwaukee Bucks | 15 | 15 | 29,2 | 45,5 | 29,3 | 82,8 | 5,5 | 1,4 | 0,4 | 1,9  | 11,2 |
| 2020     | Milwaukee Bucks | 10 | 10 | 32,8 | 53,5 | 39,6 | 75,0 | 5,5 | 0,5 | 1,0 | 1,3  | 15,8 |
| 2021†    | Milwaukee Bucks | 23 | 23 | 29,0 | 54,8 | 31,9 | 86,0 | 5,9 | 0,3 | 0,7 | 1,5  | 13,0 |
| 2022     | Milwaukee Bucks | 12 | 12 | 27,7 | 49,0 | 21,4 | 91,3 | 5,9 | 0,7 | 0,5 | 1,5  | 10,6 |
| 2023     | Milwaukee Bucks | 5  | 5  | 36,4 | 58,2 | 41,2 | 76,9 | 6,4 | 1,2 | 1,4 | 1,8  | 19,0 |
| 2024     | Milwaukee Bucks | 6  | 6  | 33,3 | 58,7 | 43,5 | 53,3 | 4,3 | 1,8 | 0,0 | 1,3  | 17,7 |
| 2025     | Milwaukee Bucks | 5  | 4  | 14,8 | 36,4 | 26,7 | 100  | 1,6 | 0,8 | 0,2 | 1,0  | 5,0  |
| Carriera | Carriera        | 89 | 88 | 30,5 | 51,3 | 33,1 | 82,8 | 5,8 | 0,9 | 0,6 | 1,7  | 14,1 |

#### Massimi in carriera
- Massimo di punti: 39 (2 volte)[6]
- Massimo di rimbalzi: 20 vs Charlotte Hornets (13 aprile 2009)
- Massimo di assist: 9 vs Detroit Pistons (26 marzo 2018)
- Massimo di palle rubate: 4 (6 volte)
- Massimo di stoppate: 9 (2 volte)
- Massimo di minuti giocati: 53 vs Oklahoma City Thunder (1º dicembre 2010)

## Palmarès

### Squadra
- Campionato NBA: 1

Milwaukee Bucks: 2021
- NBA In-Season Tournament: 1

Milwaukee Bucks: 2024

### Individuale
- McDonald's All-American Game (2006)
- NBA All-Rookie First Team (2009)
- NBA All-Star Game: 1

2013
- NBA All-Defensive Team: 2

First Team: 2023
Second Team: 2020
- Maggior numero totale di Stoppate nella stagione NBA 2022-2023 (193)
- Diciottesimo miglior stoppatore di sempre NBA (20° sommando NBA e ABA)